# 野良打ち
野良打ち・のら打ち（のらうち）とは、主に福井県嶺北地方での神社の祭りにおける太鼓打ちの形式を指した呼び名。

## 概要
神社の祭り等の風景の中で その社の太鼓を用い、夕方から夜にかけ屋外に神社氏子等の太鼓好きが集まって、自由に太鼓を打つことから発祥した太鼓スタイルである。具体的には一張の「長胴太鼓」を厚手のむしろを敷いた地面に平置きし、2名1組で太鼓の片面だけを使って打つスタイルで、一方の打ち手が「地打ち」を、他方の打ち手が「地打ち」側に合わせて自由に太鼓を打ち込んでいく。そして一定時間（数分）経過すると、他に打ちたい者が「地打ち」側に入ってきて、それまで「地打ち」をしていた者が「打ち込み」側にまわる・・・この繰り返しが切れ目なく行なわれる（繰り返しが途切れる場合も間々ある）。また、その場に「篠笛」や「チャンチキ」、「チャッパ」が加わることもあり、より一層、場の雰囲気を賑やかにする。その昔は地区によっては、野良打ち参加者全員に『太鼓打ち名人』と書かれた「すげ傘」を渡していた時期があり、その「すげ傘」をいくつも集めるのが太鼓自慢の証しだと言われていた。現代では、一般的に時と場所と打ち手を問わず、自由奔放にストリートパフォーマンス的に太鼓演奏することに発展し、単に神社の祭り太鼓に限らないものとされている。なお、「野良打ち」と「曲太鼓（曲打ち）」とは同じ「個人打ち」の類ではあるが、「野良打ち」には「舞台演出的な要素」がほぼ含まれていないため、「曲太鼓（曲打ち）」とは一線を画し別物として扱われている。

## 福井の野良打ちの主な特徴
- 「長胴太鼓」一張さえあれば行なえる。
- 「長胴太鼓」を地面に平置きし片面だけを使って打つ。
- 「打ち込み」の奏法は、主に自由（アドリブ）である。
- 福井県嶺北地方に見られた「地打ち」には「三ツ打ち」を主として「一本打ち」「十四日」「十四日を早くした「早打ち」」「三ツ打ちをくずした「かわげた」」等の5種類があったが、現代では、若者達に難解視され打ちづらいとされる「かわげた」は、すっかり聴かなくなった。また、現代の野良打ちで 通称「早打ち」といわれているリズムは、かつての「十四日を早くした「早打ち」ではなく、これらを簡略的に打ち易くした「五分打ち」によるものであり、「十四日」などの地打ちも、正式な打ち方の出来る打ち手は 殆んど見られなくなった。
- 「地打ち」のスピードは、ゆっくりしたものから早いものまでと幅広い。
- 「打ち込み」は「地打ち」の種類に合わせる以外、奏法に何ら制約が無く、自由奔放に各自が自分の個性と感性（アドリブ）で打つ。
- 一見「打ち込み（地打ちに合わせて踊り曲がるように打ち込むので曲打ちとも言う・本打ち）」が花形に見えるが、実は「地打ち」が最も重要な立場にある。これは、「打ち込み」者の技量や演奏構成を常に感じ取りながら「打ち込み」者の演奏を引き立てなければならないからである。
- 下手な「地打ち」は好かれない傾向にあり、その「地打ち」にあえて打ち込もうとする者は少ない。よって、「地打ち」の交代が自然と行なわれる。

## 用語の発生時期
昔から福井県嶺北地方において「祭り太鼓」と言えば、現在で言うところの「野良打ち形式」をさしていたが、名詞用語としては、おおよそ昭和40年代頃から一般的に定着したと推察される。

## 書き言葉として意味
現在、書き言葉として『野良打ち』と『のら打ち』の両方が用いられているが、『野良』の場合には、「野原・野」の意味（良は当て字）を持ち、一方『のら』の場合には、「なまけること・遊興にふけること・酒や女におぼれること」の意味を持つ。しかしながら、現状、どちらが正解だとは判断し難い。

## 野良打ちの参加者
年齢・性別・太鼓の上手下手を問わず、太鼓を打ちたい者なら誰でも参加できる。

## 暗黙の決まり事
- 参加するには、まずは「地打ち」側から入っていく。
- 1組であまりにも長い時間（分）打ち続けていると、他の参加したい者に交代されないため、参加者は自分の持ち時間を常に心得ておく。
- 夜遅くまで繰り広げられる場合には、近隣住民の了解を事前に得るのが無難である。（最近の住宅事情による）

## 野良打ち今昔
元々は祭りを主催する その神社の氏子等によって、神々や先祖に奉納する為に打ち鳴らされたもの。祭りには盆踊りや民謡の輪が広がる傍らで、その踊りに溶け込むように太鼓が打ち鳴らされた。現代では「野良打ち」参加者の傾向が徐々に変わってきている。1980年代後半頃までは、太鼓の上手下手に関係なく、普段は和太鼓に疎遠な素人でも参加しやすい場の雰囲気にあったが、その後の全国的な「和太鼓ブーム」を機に次第と「セミプロ級」の打ち手が中心となって集まるようになり、実践練習の場、腕試しの場と化している。徐々に昔ながらの味のある太鼓、風情、情緒ある雰囲気が失われている。

## 野良打ちの特に盛んな地域
古くは福井県嶺北地方全域の祭り太鼓として親しまれて来たが、2009年現在では約20箇所で「野良打ち」が開催されている。そのうち9箇所は福井市森田地区とその周辺にある。これは、江戸時代に宿場町の要所として特に栄えていた森田地区周辺の丁度真ん中を旧北陸街道がクネルように長く通っており、街道沿いの神社が他の地域に比較して多かった事や、大雨により氾濫を幾度となく繰り返していた九頭竜川と、九頭竜川を渡る手段として唯一繋がれていた「舟橋（複数の小舟を鎖で繋いで造った橋）」の危機を太鼓の音を利用して次々に周辺へと伝達していくため周辺各所に「知らせ太鼓」の場が設けられていたことに由来している。これは、今から60年以上の昔までは森田地区やその周辺に「太鼓店」が残っていた事によっても理由付けられている。なお、2009年10月現在、福井県内の太鼓店は「加藤太鼓店」（当代五代目・福井市月見・石川県浅野太鼓店の縁戚）のみ存在してる状況である。

## 他都道府県の「野良打ち」類似形
- 石川県加賀市小松市 - 通称『加賀太鼓』では、櫓上の桶胴太鼓と地面に置かれた長胴太鼓をそれぞれ一張ずつ使って2人1組で打つスタイルである。加賀（小松）独特の「二ツ打ち（豆ころがし）」と呼ばれる「地打ち」や「打ち込み方（身のこなし方が優雅）」に違いはあるが、福井県嶺北地方に見られる「野良打ち」に似ている。なお、現在の通称「加賀太鼓」には「三ツ打ち」と呼ばれる「地打ち」も含まれているが、これは福井県福井市の郷土芸能団体「福井豊年太鼓みどり会」が1964年（昭和39年）に石川県加賀市の打ち手と共に結成した「加賀白山太鼓（旧称：白山太鼓）」を源流としているからである。
- 石川県能登地方（輪島市） - 一張の長胴太鼓を厚手のむしろを敷いた地面に置き、太鼓の片面だけを使って打つスタイルにおいては同じであるが、名舟町の「御陣乗太鼓(ごじんじょだいこ)」に見られるように、「地打ち」は輪島独特の一種類のみで、「打ち込み」に至っては一定の形式があり自由奔放とまではいかない。
- 石川県能登地方（石川県羽咋郡志賀町） - 高浜地区の小浜神社境内で毎年9月第３月曜日に開催される「県下太鼓打競技大会」。1931年（昭和6年）から始まり、戦火激しかった1944年（昭和19年）と1945年（昭和20年）の2回だけ開催されなかった由緒ある競技多大会。一張の長胴太鼓を2人1組で打つスタイルは「野良打ち」と同じだが、長胴太鼓は台座に斜めに配置されており、また、事前に決まっている2人1組に限った演奏であり、「野良打ち」のように自由奔放型ではない。更に、「昼の部」（予選）「夜の部」（本選）という流れになっており「野良打ち」とは言い難い。競技大会として確立されており、優勝者は大関など相撲になぞらえている。大関の上の横綱は10年に1度、過去10年間の大関獲得者が集められ、横綱大会を行って決められる。ちなみに、1632年（寛永9年）、つまり江戸幕府が開かれて間もなく、若狭国（現在の福井県高浜町・小浜市）より移住した人々が形成した地域が志賀町高浜地区であり、小浜神社もそれに由来している。
- 東京都八丈島 - 櫓の上に置かれた一張の太鼓を両面から二人で自由奔放に打ち合う。一方の打ち手がリズム打ち、他方がそのリズムに合わせて自由に打ち込む。
- 沖縄県大東諸島 - 「東京都八丈島」の流れを汲む太鼓。形式、奏法ともに八丈太鼓と酷似している。